# Elleriana bilunata
Elleriana bilunata is een hooiwagen uit de familie Cosmetidae.